# 日本居合道連盟
特定非営利活動法人日本居合道連盟（にほんいあいどうれんめい）は、昭和50年（1975年）3月に創立された居合道の団体。平成11年（1999年）7月に特定非営利活動法人として（当時）経済企画庁より認可を受けた。日居連と略すこともある。
本部は大阪府岸和田市。
無双直伝英信流、無外真伝無外流、夢想神伝流の３流派から構成され、国内15支部、海外5支部が存在する。